# 塔氏宽胸蛛
塔氏宽胸蛛（学名：Euryopis taczanowskii）为球蛛科宽胸蛛属的动物。分布于日本、美国、巴布亚新几内亚、斯里兰卡以及中国大陆的云南等地，常见于树叶下、树皮下树枝下或苔藓植物中。